# August Diehl
August Diehl (Berlim, 4 de janeiro de 1976) é um ator alemão.

## Biografia
August nasceu em Berlim, na Alemanha. Seu pai é o ator Hans Diehl, sua mãe uma designer e seu irmão um compositor. Sua família costumava mudar muito de país. Os Diehls costumava viver em Hamburgo, Viena, Düsseldorf, Baviera e França. Crescendo em uma família de artistas, ele foi estudar artes dramáticas em Hochschule für Schauspielkunst Ernst Busch, em Berlim. Em 2000, ele foi nomeado um dos "Shooting Stars" filme europeu pela European Film Promotion. Em 2006, a revista Gala nomeou August "o ator alemão mais importante de hoje".

## Vida pessoal
Diehl é casado com a atriz Julia Malik desde 1999. No dia 23 de maio de 2009 o casal teve uma filha, Elsa Augusta. Diehl toca guitarra e fala espanhol, alemão, francês e inglês.

## Filmografia
- Uma Vida Oculta (A Hidden Life), 174 min (2019)
- O Jovem Karl Marx (2017)
- Aliados (2016)
- Night Train to Lisbon (2012)
- Bastardos Inglórios (2009)